# Ivan Šimonović
Ivan Šimonović (Zagreb, 2. svibnja 1959.) je hrvatski sveučilišni profesor, diplomat, bivši hrvatski ministar pravosuđa. 3. svibnja 2010. izabran je za pomoćnika Glavnog tajnika UN-a Ban Ki-Moona zaduženog za područje ljudskih prava. 

## Životopis
Rođen je 1959. godine u Zagrebu, gdje je završio osnovnu školu te Klasičnu gimnaziju. Šimonović je diplomirao na Pravnom fakultetu Sveučilišta u Zagrebu 1982. godine. Na istom fakultetu magistrirao je na poslijediplomskom studiju upravno-političkog smjera u lipnju 1984., te doktorirao u prosincu 1990. godine. 
Stručno se usavršavao na Pravnom fakultetu u Grazu i kao dobitnik Fulbrightove postdoktorske stipendije za znanstveno istraživanje na Pravnom fakultetu Sveučilišta Yale u SAD-u. Od 1982. do 1986. godine zaposlen je u Institutu za društvena istraživanja Sveučilišta u Zagrebu. Od rujna 1986. zaposlen je na Pravnom fakultetu u Zagrebu, gdje je iste godine izabran za znanstvenog asistenta na Katedri teorije države i prava, a 1991. godine za docenta. 
Godine 1991. sudjelovao je kao dragovoljac u Domovinskom ratu u sklopu 100. brigade Zbora narodne garde. Uključuje se u hrvatsku diplomaciju pri stvaranju neovisne hrvatske države. Postaje pomoćnik ministra vanjskih poslova 1992. godine, a godinama je slovio kao jedan od vodećih hrvatskih diplomata. U rujnu 1993. godine izabran za izvanrednog profesora na Pravnom fakultetu Sveučilišta u Zagrebu. Od 1994. do 1996. obavlja dužnost pomoćnika ministra vanjskih poslova za multilateralu, a od 1996. do 1997. zamjenika ministra vanjskih poslova. 
Godine 1997. otišao na službu u UN, gdje se zadržao idućih šest godina kao stalni predstavnik Republike Hrvatske pri Ujedinjenim Narodima u New Yorku. U zadnjoj godini mandata izabran je na prestižnu funkciju predsjednika Ekonomskog i socijalnog vijeća UN-a, a iste godine vratio se u Zagreb. Zbog njegovog rada na čelu tog vijeća francuska vlada ga je odlikovala Legijom časti. Između 1999. i 2002. bio hrvatski veleposlanik pri UN-u, a posljednjih godinu dana koalicijske vlade i zamjenik ministra vanjskih poslova Tonina Picule. 
Nakon HDZ-ova izbornog trijumfa 2003. g. napustio je ministarstvo i vratio se na Pravni fakultet. Od 2004. zaposlen je kao izvanredni, a od rujna 2005. kao redoviti profesor na Pravnom fakultetu Sveučilišta u Zagrebu, gdje predaje na Katedri Opća terorija prava i države te predmete ljudska prava i sprečavanje masovnih zločina, međunarodni odnosi i diplomacija. Od listopada 2005. obavlja dužnost prodekana Pravnog fakulteta, a od prosinca 2006. prorektora Zagrebačkog sveučilišta. 
Šimonović je od 2000-2010 bio zastupnik Republike Hrvatske u Haagu u tužbi protiv Srbije za genocid. Jedine veće kritike pretrpio je zbog angažmana prilikom proglašenja gospodarskog pojasa na Jadranu koji Italija, Slovenija i EU nisu dočekali s odobravanjem. U listopadu 2008. godine nakon ubojstva odvjetničke vježbenice Ivane Hodak, kćeri poznatog odvjetnika Zvonimira Hodaka, pravnog zastupnika Vladimira Zagorca, premijer Sanader imenuje Šimonovića novim ministrom pravosuđa umjesto dotadašnje ministrice Ane Lovrin. Njegovo imenovanje kao stručne nestranačke osobe pozdravljeno je od javnosti. U Saboru je s 80 glasova za i 49 suzdržanih 10. listopada 2008. potvrđen za novog ministra pravosuđa. 
Od 2010. do 2016. obavlja dužnost pomoćnika Glavnog tajnika UN za ljudska prava, a od 2016. do 2018. Posebnog savjetnika Glavnog tajnika za odgovornost za zaštitu od masovnih zločina. 6. ožujka 2014. Glavni tajnik UN-a Ban Ki-moon poslao je Šimonovića u Ukrajinu, koju će redovito posjećivati da bi nadgledao situaciju s ljudskim pravima na tim područjima.. Uspostavio je i misiju UN-a za promatranje ljudskih prava u Ukrajini, koja je i danas aktivna i periodički podnosi izvješća. U 2019. godini ponovno je imenovan za stalnog predstavnika RH pri UN u New Yorku.
Tijekom 2023. predsjeda UN Komisijom za izgradnju mira i su predsjeda Grupom država prijatelja odgovornosti za zaštitu od masovnih zločina. Član je svjetske i europske akademije znanosti i umjetnosti. Oženjen je i otac dvoje punoljetne djece. Od stranih jezika govori engleski, a služi se i talijanskim i njemačkim. Nije, niti je bio član niti jedne političke stranke.

## Vanjske poveznice
- Otvoreno pismo ministru Ivanu Šimonoviću o korupciji u hrvatskome prevosuđu, 24. 2. 2010.